# Església parroquial de Santa Anna (Castell de Castells)
L'església de Santa Anna de Castell de Castells és un edifici religiós construït al segle xviii al que es va afegir a mitjan segle XX la torre campanar. És Bé de Rellevància Local amb identificador nombre 03.30.054-002.
Es tracta d'un temple d'una nau de quatre trams amb capelles laterals entre contraforts. Aquestes capelles es troben comunicades entre si en un dels costats, assemblant una nau lateral. La nau central es cobreix amb volta de canó amb llunetes i arcs torals, mentre que les capelles laterals es cobreixen amb voltes bufades.
L'entabliment en ordre compost recorre la nau, des d'on arrenquen els arcs torals. En les capelles laterals trobem l'ordre toscà en la rematada de pilastres. L'exterior està realitzat amb draps esquerdejats en els quals només destaca la porta d'accés amb dovelles de pedra, una fornícula i un buit superior.
La torre campanar se situa en un lateral. És de planta quadrada rematada amb capitell de dos cossos.